# American Association for the Advancement of Science

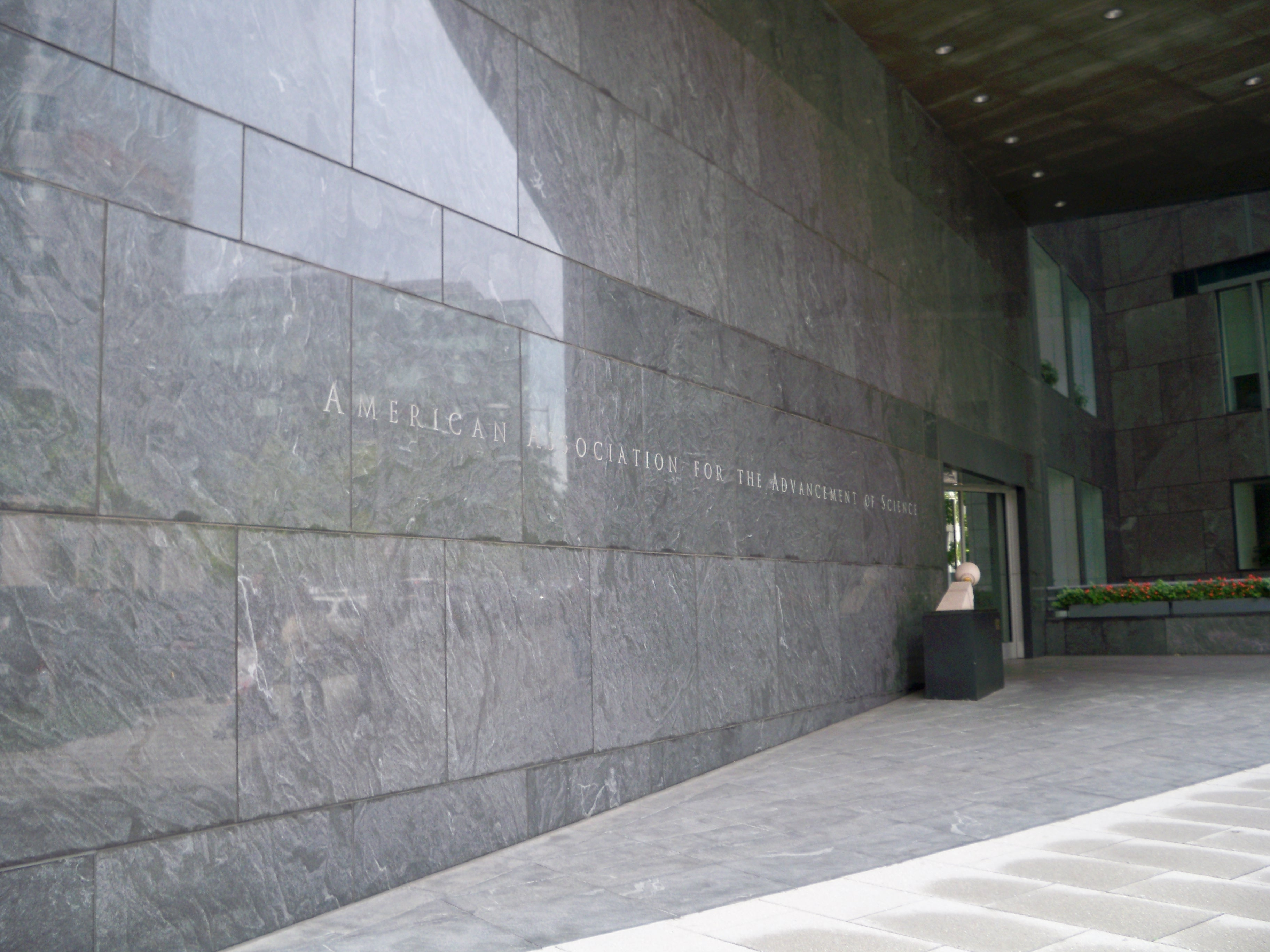
Zuidelijke ingang van het hoofdkantoor

De American Association for the Advancement of Science (AAAS) is het grootste wetenschappelijke genootschap ter wereld. Deze Amerikaanse non-profitorganisatie, die werd opgericht in 1848, geeft onder meer het wetenschappelijke tijdschrift Science uit. Het lidmaatschap staat voor iedereen open die de doelstellingen van de vereniging wil ondersteunen. Het hoofdkantoor staat in Washington (D.C.), maar de vereniging heeft ook een kantoor in Cambridge (Engeland). Naar eigen zeggen heeft de AAAS een totaal bereik van ca. 10 miljoen mensen, via de bij haar aangesloten organisaties.

## Trivia
Deze organisatie moet niet worden verward met de American Academy of Arts and Sciences, die ook wel wordt afgekort met AAAS, en - nog verwarrender - ook een kantoor heeft in een Cambridge, maar dan Cambridge in de VS.